# Matchiolta
Matchiolta (ou Matchoualta, Matchoale) est une localité du Cameroun située dans le département du Mayo-Kani et la Région de l'Extrême-Nord, à proximité de la frontière avec le Tchad. Elle fait partie de la commune de Kaélé et du Lara.

## Population
En 1970 la localité comptait 534 habitants, des Moundang. À cette date un marché hebdomadaire s'y tenait le dimanche.
Lors du recensement de 2005, 1 205 personnes y ont été dénombrées.